# Flickpension

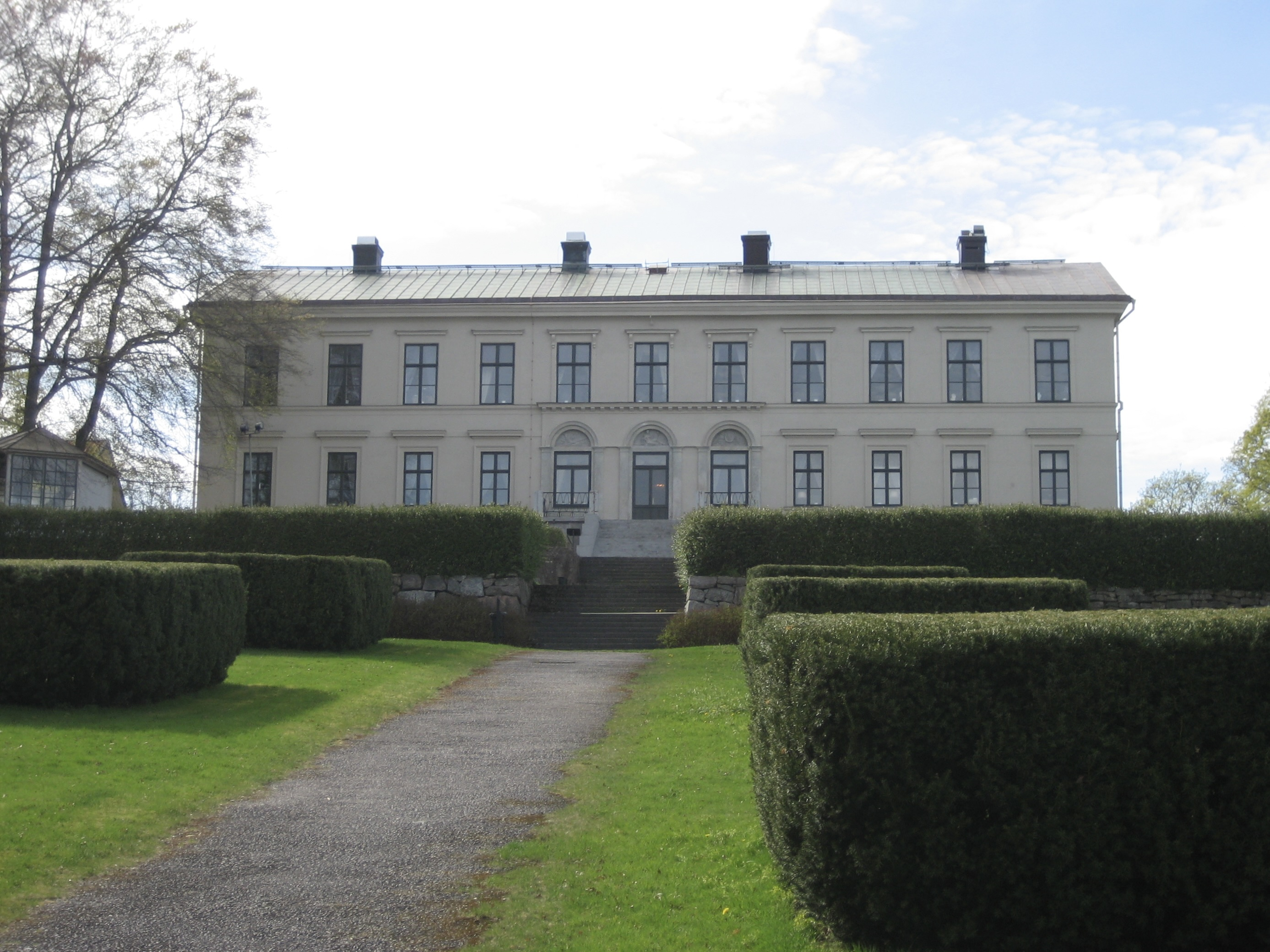
Karlslunds herrgård, Säte för Zanderska flickpensionen 1871–1875

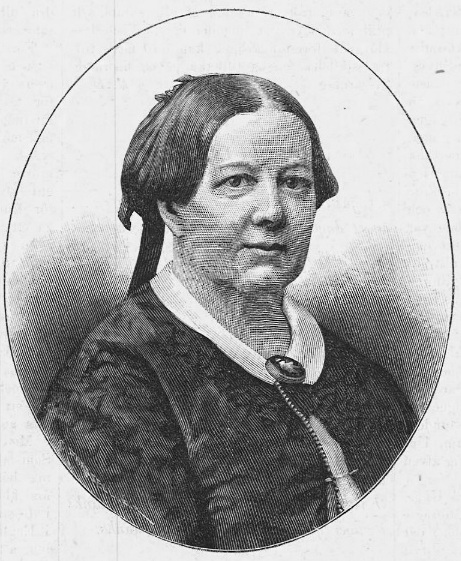
Fredrique Hammarstedt, som drev den Hammarstedtska flickpensionen i Stockholm.

Flickpension, är en form av flickskola. De har även kallats för franskpension och mamsellskola. Vad som skiljer en flickpension från en flickskola är att en flickpension inte fokuserade på formella studier i akademiska kunskaper och inte bedrev undervisningen enligt en fastställd pedagogisk plan; de kunde uppfattas som hem för uppfostran av flickor till idealiska hustrur, mödrar och "damer", och lade ofta största vikt på hushållskunskaper och fint sätt, också om en del pensioner hade ambitiös undervisning. En flickpension var främst en institution för de förmögna samhällsklasserna.

## Bakgrund
Traditionelt har flickor främst undervisats i hemmen. Inom alla samhällsklasser uppfostrades flickor främst till en framtida roll som hustru och mor, och fick lära sig vad som ansågs lämpligt för den uppgiften. Att alla samhällsklasser sågs det som ett ideal för en kvinna att lära sig hushållsarbete, antingen för att själv utföra det eller övervaka andras arbete, och detta ansågs i alla klasser vara en uppgift för en flickas mor, som regelbundet lät henne ta ansvar för hushållsarbete för att öva, något som inom adeln kallades att "hafva veckan".
Inom adeln fanns dock även idealet att en flicka borde undervisas i etikett, språk och andra främst konstnärliga ämnen, för att kunna vara en underhållande värdinna i sällskapslivet: att kunna spela piano och tala franska språket var en grundläggande klassmarkör för en kvinna ur överklassen. 
Under 1700-talet blev det vanligt att överlåta den här delen av uppfostran till kvinnliga privatlärare. 
Dessa kunde vara utlänningar, oftast från Frankrike eller Schweiz, och kallades då "bonner" eller "fransyskor", vilket ansågs fördelaktigt för språkundervisningen: inhemska svenska guvernanter kom oftast ur den borgerliga medelklassen, men i enstaka fall från adeln, då det ansågs vara en metod att disciplinera en dotter att sända henne en tid som guvernant till en familj i bekantskapskretsen. Huvudkvalifikationen för en guvernant var att hon hade en grundläggande bildning, kunde tala ett främmande språk och uppföra sig enligt etiketten. Pedagogisk undervisning av en utbildad person ansågs inte nödvändig: en flicka kunde få sitta med och lyssna när deras bröder undervisades av en utbildad informator, och då tilldelas en läsläxa vid sidan av, men inte bli förhörd om den och alltså bara tillgodogöra sig vad de lyckades uppfatta av sig själva. 

## Verksamhet
Guvernanter kunde även undervisa andra än familjens döttrar, och på landet samla elever ur flera familjer. I städerna kunde guvernanter även ge lektioner i sina hem. När eleverna övernattade i guvernantens hem, tillfälligt eller regelbundet, kunde de kallas "pensioner" och "flickpensioner". 
I Sverige kallades sådana skolor även för "franskpensioner", eftersom dess huvudsyfte ofta var att lära sig franska språket. En annan vanlig benämning i Sverige var Mamsellskola, eftersom de kvinnor som drev dem som regel var just mamseller, det vill säga kvinnor ur den bildade borgerliga medelklassen. 
Flickpensioner grundades och drevs ofta av före detta guvernanter. Både att vara guvernant och att hålla pension för flickor var ett av få yrken för en högreståndskvinna att försörja sig själv utan att förlora sin sociala status. Pensionerna uppfattades mer som hem för uppfostran, än som skolor för undervisning, och beskrevs ofta som just en pensionsinrättning eller ett internat i en privatpersons bostad. Pensionsundervisning var en form av guvernantundervisning. Den hade inget akademiskt mål, utan syftade till att uppfostra flickorna till ideala hustrur och mödrar. Undervisningen var utlämnad åt godtycket hos pensionens ägare och synpunkterna hos elevernas föräldrar. Kunskaperna meddelades ofta planlöst och utan metod. Det nämns, till exempel, att eleverna inte alltid var indelade i åldersklasser. De ämnen som främst förekom anges vara konversationsfranska, finare handarbete och pianospel.                
Källmaterialet om flickpensionerna i Sverige är bristfälligt. De nämns normalt sett endast då de jämförs till sin nackdel med de senare flickskolorna. Undervisningen på en flickpension behövde dock inte med nödvändighet vara ytlig, även om detta ofta var fallet. Det var tidvis på modet för en kvinna att uppvisa akademiska kunskaper i sällskapslivet, något som också kunde spegla vad föräldrar ville betala för i en mamsellskola. Salongskulturen, kvinnotidskrifterna och memoarlitteraturen under 1700-talet vittnar om att det fanns kvinnor ur både adel och borgerskap i Sverige som betraktades som högt bildade genom guvernant- eller pensionsundervisning.
I en svensk "notifikation" eller annons från år 1732 beskrev en kvinna en flickpension hon då uppenbarligen höll. Ämnena bestod då av "Christendomen, Fransyskan, Skrifvande, Räknande, Geographien med chartan, Clavers-spelning jämte alla sorters Chatter-, Tambours-, Nättldukts- och Slätsöm tillika med Rita och dansas". Förutom pensionsföreståndaren själv fanns inga ytterligare lärare, då övriga personal endast bestod av hushållerska, kokerska, tvätterska, pigor och andra tjänare. Avgiften var 300 eller 200 Daler Silfvermynt för en "helpensionär". Detta är möjligen den äldsta informationen som finns om en svensk mamsellskola, och dess föreståndare framställer den i sin annons som en då fullständigt ny innovation i Sverige, eftersom hon hade ambitionen att "skaffa en god Lägenhet för Rikets ädle Ungdoms Fruentimmer, hwarest lika som den Studerande ungdomen vid de för deras skull inrättade Académier och scholor på sit wijs niute, desse äfwen måge kunna få lära dem anständige sysslor, wetenskaper och skickeligheter".
Under 1700-talet fanns det många franska kvinnor i Stockholm som drev pensioner. Ofta var detta kvinnor gifta med hantverkare eller artister från Frankrike. En tidig pension som nämns i Stockholm var den franskpension som drevs av den franska skådespelaren Jeanne Perrette Langlois, som tog emot adliga internatelever i sitt hem i början av 1750-talet.
Pensionerna utgav inga tryckta årsredogörelser, var ofta tillfälliga och varade bara så länge den kvinna som höll den hade behov av att försörja sig, och därför är de betydligt svårare att spåra än de senare flickskolorna. De ska dock ha ökat i Sverige under hela 1700-talet, och vid sekelskiftet 1800 beräknas det ha funnits sådana mamsellskolor, av ett eller annat slag, i de flesta av Sveriges städer.
En typisk mamsellskola under 1820- och 30-talet i en svensk småstad beskrivs som ett enda rum, där en enda mamsell gav undervisning i läsning, skrivning, räkning, franska, katekesen och handarbete till elever i olika åldrar samlade kring ett bord, till vilket eleverna ofta måste medtaga egna stolar att sitta på. Flickorna gick i en sådan skola fram till 13-14 år, och gifte sig ofta vid 16. En sådan skola ansågs acceptabel och tillräcklig av de flesta föräldrar vid denna tid. De större flickpensionerna ska inte ha skiljt sig från dessa i grunden, även om de erbjöd en finare inramning med större och finare lokaler och mer etikett och utvecklad konst- och franskaundervisning.
En flickpension, madame Ahlbergs i Tavastehus, beskrivs av Kirsi Vainio-Korhonen i hennes biografi om Sofie Munsterhjelm (född 1801). Tack vare Munsterhjelms anteckningar, framförallt lärodagboken, kan man bilda sig en ganska god uppfattning om vardagen i pensionen, och undervisningen verkar ambitiös, med dagliga översättningsövningar och franskspråkiga läroböcker av hög kvalitet. Skoldagen var typiskt 8½ timme lång. I denna pension undervisades inte i handarbete, också om Munsterhjelm sydde kläder åt sig själv.

## Senare utveckling
Det fördes under första hälften till mitten av 1800-talet en livlig debatt om undervisningen av flickor. Reformpedagoger kritiserade flickpensionerna för den ytliga och onyttiga "salongsbildning" de gav. Man efterlyste flickskolor som gav seriös undervisning i akademiska ämnen och som kunde utbilda eleverna för ett av de yrken som vid 1800-talets mitt började öppnas för kvinnor, snarare än till enbart en dam och en värdinna i sällskapslivet, så att de kunde bli självförsörjande och nyttiga för samhället i stället för att ligga det till last. Man ansåg också att bildning kunde göra kvinnor mer sedliga. Flickpensionerna i Sverige utkonkurrerades av flickskolorna sedan dessa blev vanligare: de mer akademiska flickskolorna brukade ofta kallas "högre flickskolor" för att skilja dem från flickpensionerna, som i dagligt tal också ofta kunde kallas för flickskolor. Skiljelinjen mellan en flickpension och en flickskola kunde tidvis vara diffuss innan mer klara riktlinjer definierade en seriös flickskola under 1870-talet. 
Flickpensionerna konkurrerades snabbt ut av flickskolorna under 1800-talet. Medan borgerliga flickor allt oftare placerades i flickskolor, som gav en seriös bildning som kunde användas för yrkesarbete, placerades flickor ur adeln främst i de gamla flickpensionerna, där undervisning var mer markerad att inte leda till yrkesarbete. En tid i flickpension i Sverige eller utomlands (ofta i Schweiz), oftast i åren kring konfirmationen, ansågs vara lämplig för en adlig flicka för att komplettera de kunskaper hon fått hemma innan hon gjorde sin debut i sällskapslivet, särskilt som en flickpension också erbjöd vänskapsförbindelser med flickor ur andra adliga familjer, eftersom det gav henne kontakter hon kunde använda sig till sin familjs fördel.      
Så småningom blev adliga döttrar oftare placerad på flickpensioner i Schweiz, som Montmirail, och de svenska flickpensionerna försvann. Zanderska flickpensionen, som upphörde 1910, var möjligen den sista flickpensionen i Sverige, och länge också troligen den största flickpensionen som funnits i Sverige. 

## Svenska exempel
- Lohm'ska pensionen, aktiv cirka 1792-1810, ansedd som den främsta flickpensionen i Stockholm under sengustaviansk tid.
- Bjurströmska pensionen (senare Hammarstedtska flickpensionen), betraktad som den mest ansedda flickpensionen i Stockholm cirka 1830-1880.
- Zanderska flickpensionen, verksam 1855-1910, tillhörde Sveriges mest bemärkta flickpensioner, och kanske också den sista.